# Swiss Indoors 2008
Lo Swiss Indoors 2008, noto anche come Davidoff Swiss Indoors per motivi di sponsorizzazione, è stato un torneo di tennis giocato sul cemento indoor.
È stata la 39ª edizione dell'evento e faceva parte delle International Series nell'ambito dell'ATP Tour 2008.
Il torneo si è giocato alla St. Jakobshalle di Basilea, in Svizzera, dal 20 al 26 ottobre 2008.

## Campioni

### Singolare
Roger Federer ha battuto in finale  David Nalbandian con il punteggio di 6–3, 6–4

### Doppio
Mahesh Bhupathi /  Mark Knowles hanno battuto in finale  Christopher Kas /  Philipp Kohlschreiber con il punteggio di 6–3, 6–3